# Ancerviller
Ancerviller é uma comuna francesa na região administrativa de Grande Leste, no departamento de Meurthe-et-Moselle. Estende-se por uma área de 12,34 km². Em 2010 a comuna tinha 287 habitantes (densidade: 23,3 hab./km²).